# 闻堰街道
闻堰街道是中国浙江省杭州市萧山区下辖的一个街道办事处。辖区总面积23.68平方公里，总人口2.5万。湘湖旅游度假区位于该街道。

## 简介
闻堰街道地处萧山区西部，位于钱塘江、富春江、浦阳江的三江汇合处，南接义桥镇，北与杭州滨江区接壤。历史上有“三江活码头”之称，曾经是浙江省首批对外开放的卫星镇。
萧山闻堰新远影城于2014年2月开业。

## 辖区
闻堰街道辖有：
- 社区(4)：三江社区、闻江社区、南岸社区、湘湖旅游度假区社区；
- 行政村(6)：老虎洞村、黄山村、闻兴村、长安村、山河村、三江口村。